# Synagris parvula
Synagris parvula är en stekelart som beskrevs av Schulthess 1928. Synagris parvula ingår i släktet Synagris och familjen Eumenidae. Inga underarter finns listade i Catalogue of Life.